# كريستيان أرنتزن
كريستيان أرنتزن (بالنرويجية البوكمول: Christian Arntzen)‏ هو مهندس معماري نرويجي، ولد في 8 أغسطس 1852، وتوفي في 14 فبراير 1911.